# Gorno Kăpinovo, Kărdjali
Gorno Kăpinovo (în bulgară Горно Къпиново) este un sat în comuna Kirkovo, regiunea Kărdjali,  Bulgaria. 

## Demografie
Componența etnică a satului Gorno Kăpinovo
     Nicio identificare (21,76%)
     Bulgari (75,85%)
     Altele (2,38%)
La recensământul din 2011, populația satului Gorno Kăpinovo era de 294 locuitori. Din punct de vedere etnic, majoritatea locuitorilor (75,85%) erau bulgari. Pentru 21,76% din locuitori nu este cunoscută apartenența etnică.